# Packwood House

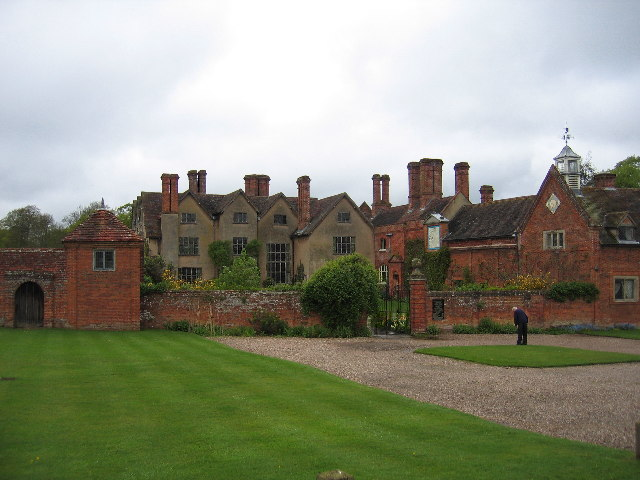
Ostfassade von Packwood House

Packwood House ist ein Herrenhaus in der Nähe des Dorfes Lapworth in der englischen Grafschaft Warwickshire. Das Holzfachwerkhaus in Tudorstil gehört seit 1941 dem National Trust und English Heritage hat es als historisches Bauwerk I. Grades gelistet. Im Inneren finden sich viele wertvolle Bildwirkereien und edle Möbel und das Haus ist von einem Garten umgeben, der für seine Eiben berühmt ist.

## Geschichte
Anfangs handelte es sich um ein bescheidenes Fachwerkhaus, das John Fetherston von 1556 bis 1560 bauen ließ. Das letzte Mitglied der Familie Fetherston starb 1876. 1904 kaufte Alfred Ash, ein Industrieller aus Birmingham, das Haus. 1925 erbte es Graham Baron Ash, der die folgenden beiden Dekaden damit zubrachte, ein Haus im Tudorstil zu schaffen. Er kaufte eine ausgedehnte Sammlung von Möbeln aus dem 16. und 17. Jahrhundert zusammen, ein Teil davon vom nahegelegenen Baddesley Clinton. Die große Scheune des Hauses wurde in eine große Halle im Tudorstil mit Schwingboden zum Tanzen umgestaltet und 1931 mit dem Haupthaus durch eine große Galerie verbunden.
1941 vermachte Ash Haus und Gärten an den National Trust zum Gedenken an seine Eltern, lebte aber weiterhin bis 1947 dort. Dann zog er nach Wingfield Castle um.

### Gärten
Den berühmte Eibengarten, in dem über 100 Jahre alte Bäume stehen, ließ John Fetherston, der Rechtsanwalt, Mitte des 17. Jahrhunderts anlegen. Die getrimmten Eiben sollen „Die Bergpredigt“ darstellen. Zwölf große Eiben werden die „Apostel“ genannt und vier der großen Exemplare in der Mitte sind die „Evangelisten“. Ein enger, schraubenförmiger Pfad, gesäumt von Buchshecken, führt auf einen Hügel namens „The Mount“. Eine einzelne Eibe namens „The Master“ krönt seinen Gipfel. Die kleineren Eiben heißen „The Multitude“ und wurden im 19. Jahrhundert an Stelle eines Obsthaines gepflanzt.
Den Eibengarten erreicht man über einige Stufen und durch ein schmiedeeisernes Tor. Der Gartenweg folgt einer Baumavenue, die einen spiralförmigen Hügel hinaufführt, wo eine hölzerne Bank unter einer Eibe steht. Dieser Aussichtspunkt bietet Blicke zum Haus und über den Eibengarten.
Einige der Eiben um Packwood House sind höher als 15 Meter. Die Erde auf dem Gelände hat einen hohen Tonanteil, was bei feuchtem Wetter schädlich für die Eiben ist. Daher sind Teile des Gartens oft für die Öffentlichkeit geschlossen, weil Restaurierungsarbeiten durchgeführt werden müssen. Seit 2013 sind Haus und Gärten das ganze Jahr über öffentlich zugänglich. 2019 wurde Packwood House  von rund 220.000 Personen besucht. 2024 betrug die Besucherzahl etwa 187.000 Personen.

## Galeriebilder

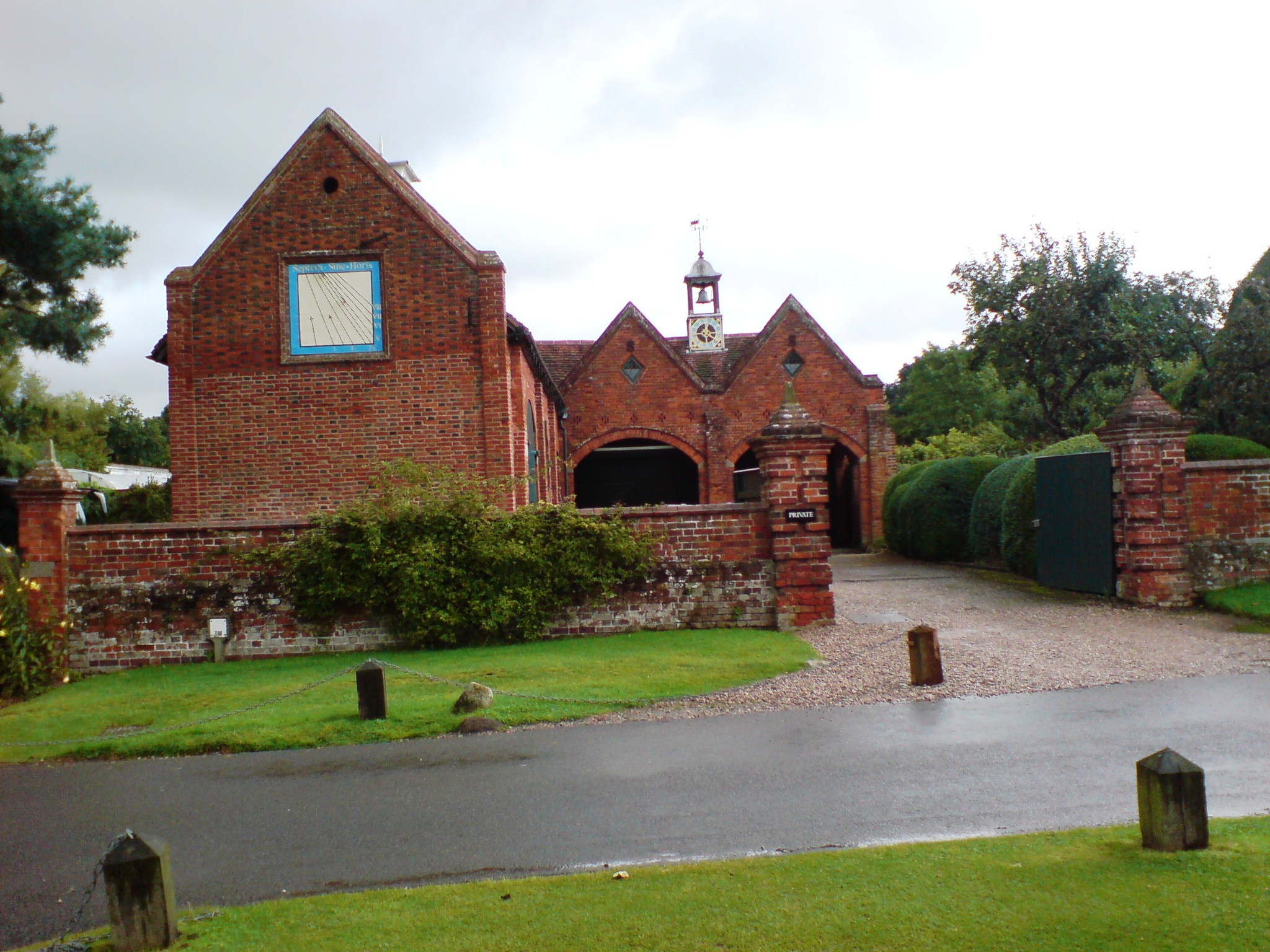
Die Stallungen
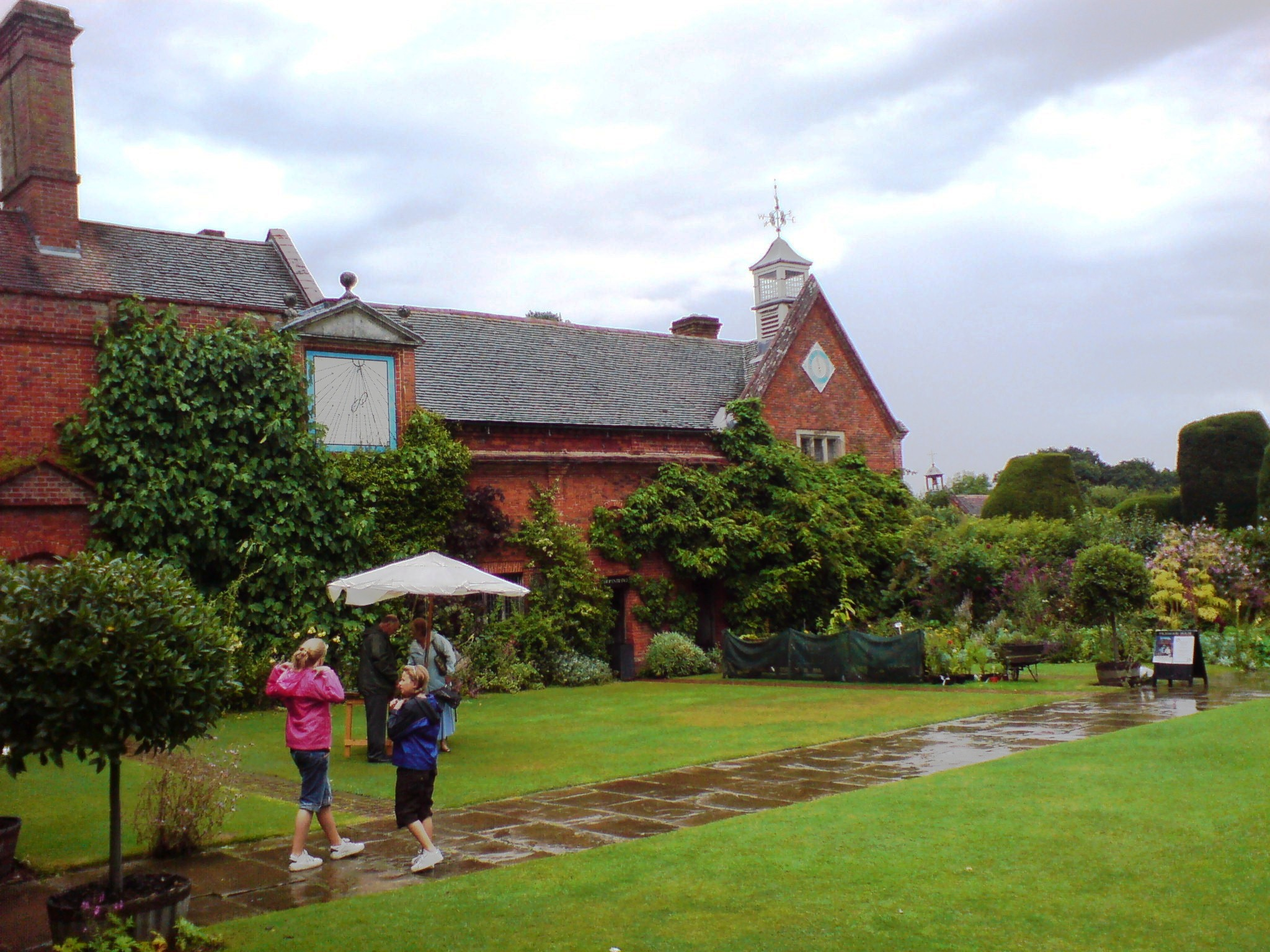
Blick vom Garten aus
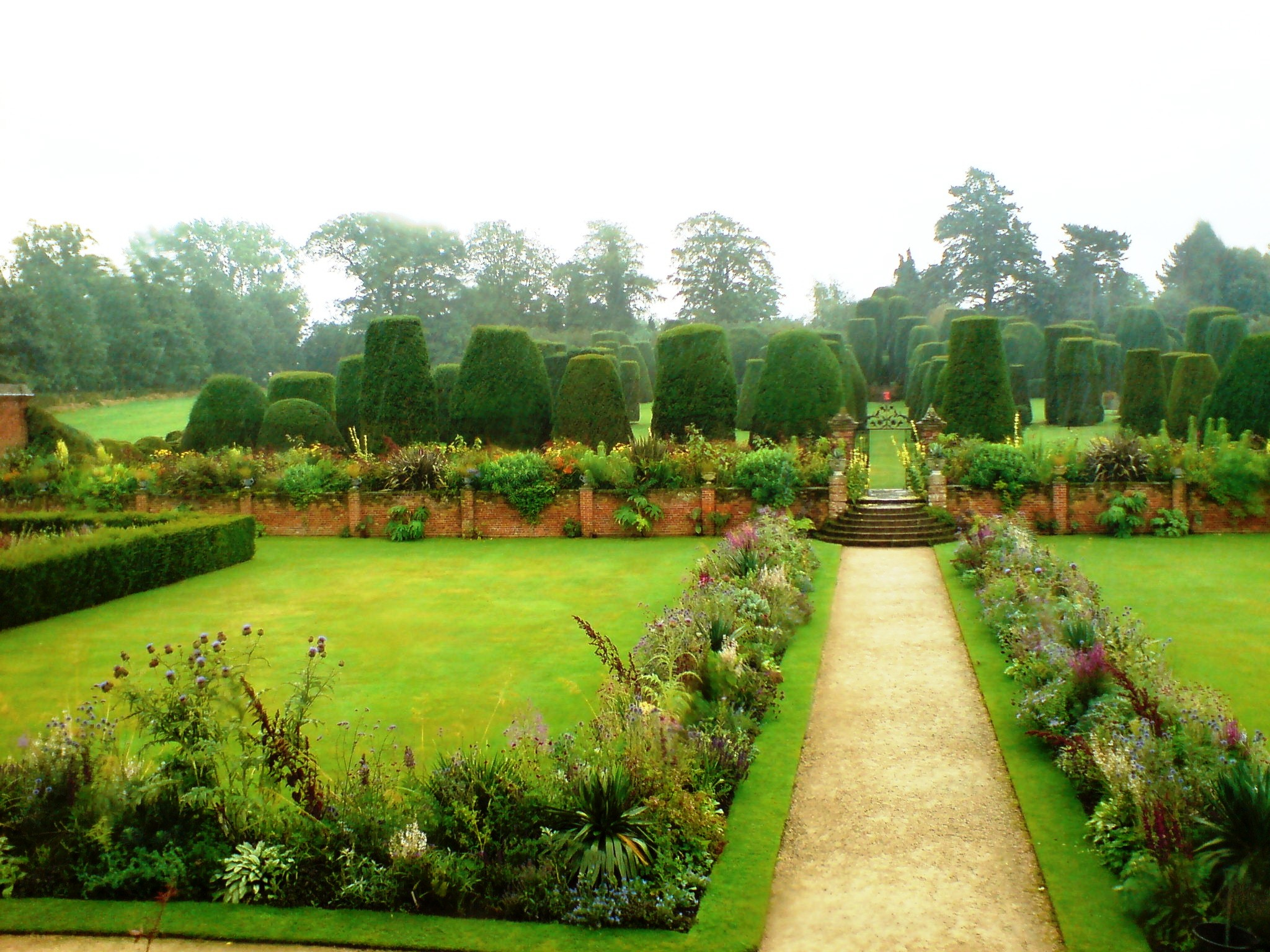
Eiben, Blick nach Süden zur „Bergpredigt“ auf dem „Mount“
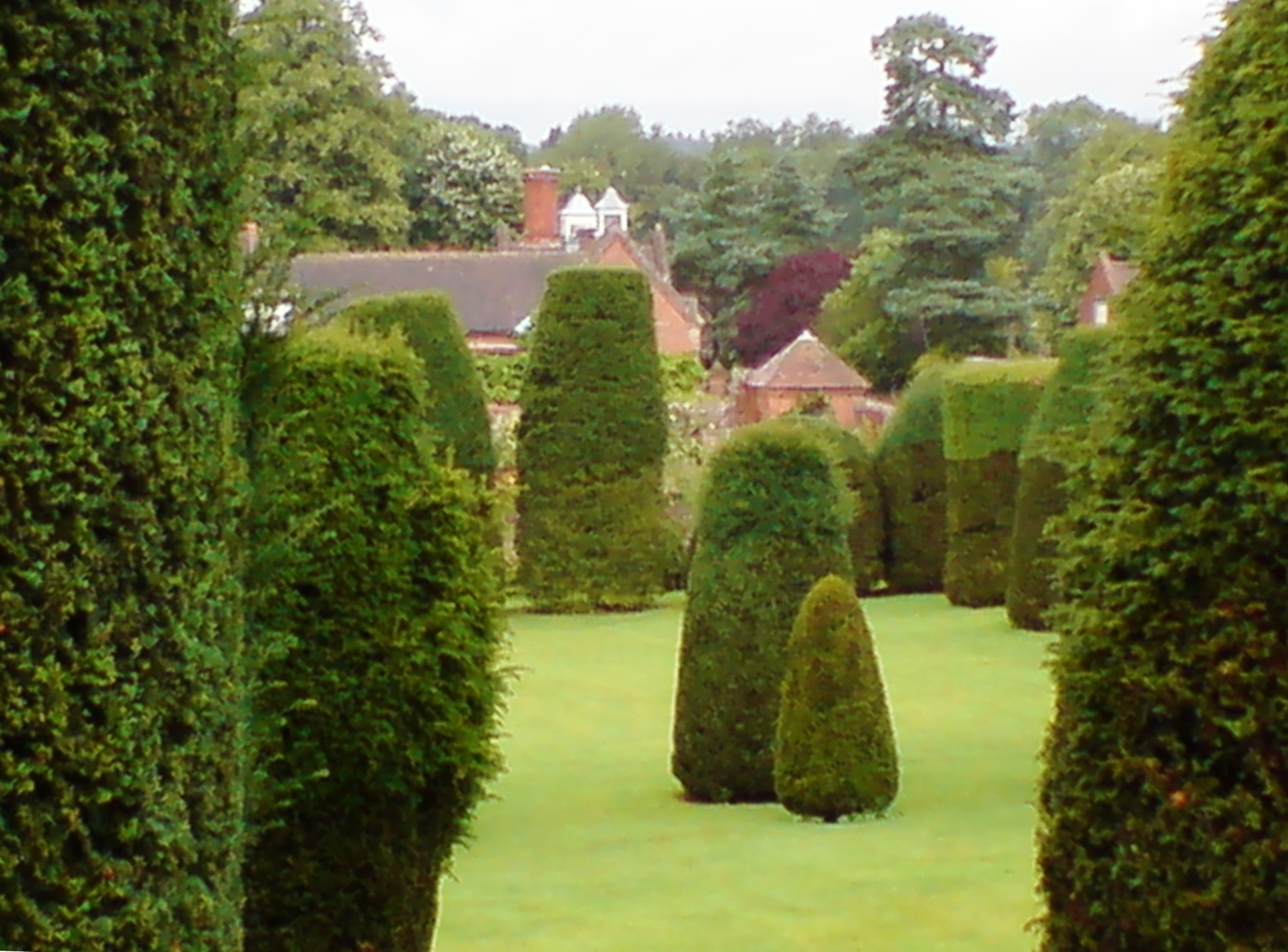
Blick von „Mount“ aus auf Haus und Eibengarten
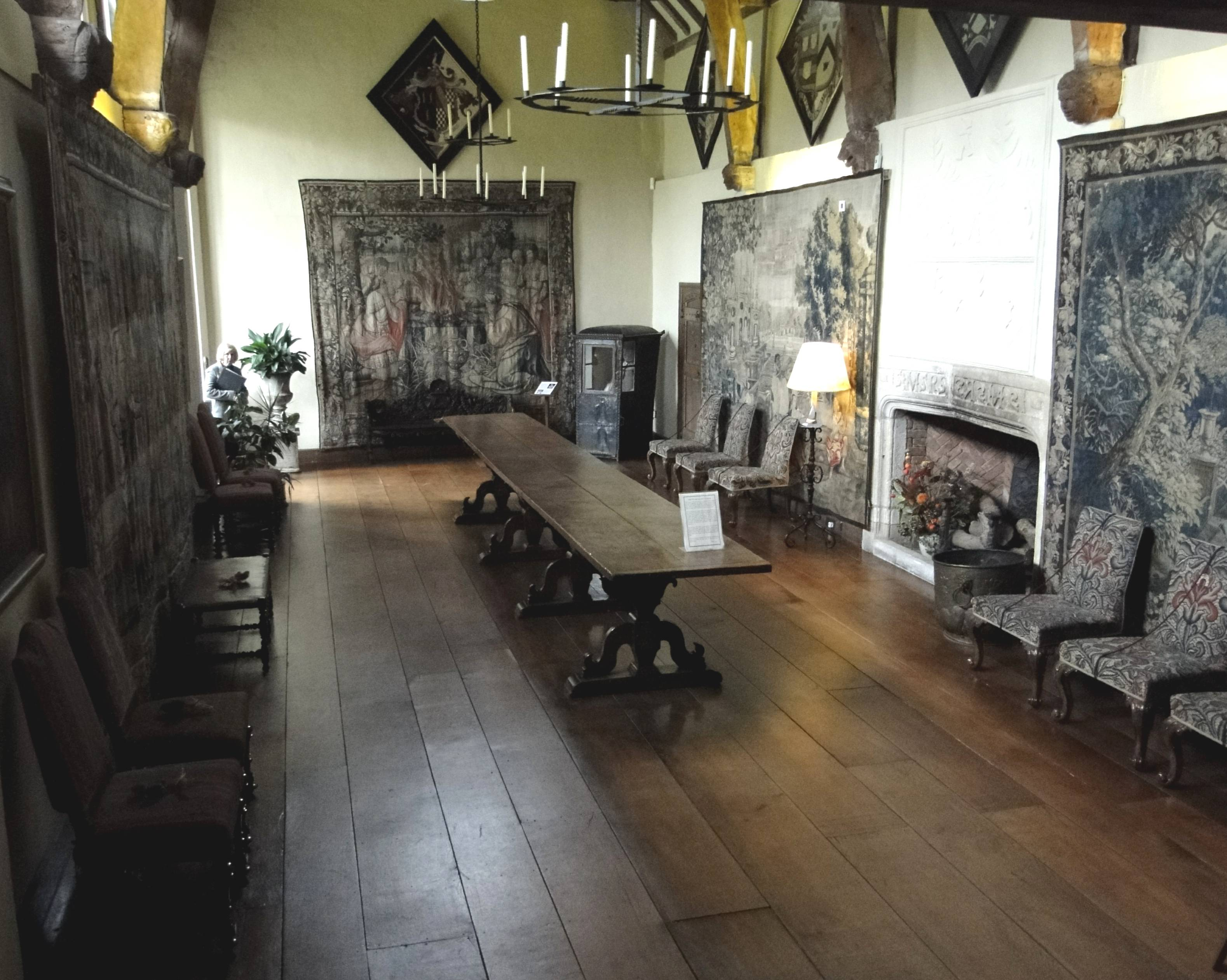
Die Große Galerie